# Малшвиц
Малшвиц или Малешеце (њем. Malschwitz, глсрп. Malešecy) општина је у њемачкој савезној држави Саксонија. Једно је од 63 општинска средишта округа Бауцен. Према процјени из 2010. у општини је живјело 3.665 становника. Посједује регионалну шифру (AGS) 14625340.

## Географски и демографски подаци
Малшвиц се налази у савезној држави Саксонија у округу Бауцен. Општина се налази на надморској висини од 150 метара. Површина општине износи 51,6 km². У самом мјесту је, према процјени из 2010. године, живјело 3.665 становника. Просјечна густина становништва износи 71 становника/km².